# کلیسای نرسس مقدس
کلیسای نِرسِس مقدس (به ارمنی: Սուրբ Ներսես Եկեղեցի) (کلیسای سورپ نِرسِس) مربوط به دوره صفوی است و در اصفهان، نو جلفا، محله سنگتراش‌ها، کوچه سنگتراش‌ها واقع شده و در سال ۱۶۶۶ میلادی بنا شده‌است. این اثر در تاریخ ۱۰ خرداد ۱۳۸۲ با شمارهٔ ثبت ۹۰۸۰ به‌عنوان یکی از آثار ملی ایران به ثبت رسیده‌است.

## نامگذاری
کلیسای نرسس مقدس در محلهٔ کوچر که ایرانی‌ها آن را محلهٔ سنگتراش‌ها می‌نامند واقع شده‌است. دلیل این نام‌گذاری آن است که اغلب آجر کارها و سنگ‌تراش‌ها در این محل سکونت داشته‌اند.

## تاریخچه
در اصل این کلیسا به یادبود آوتیک دیلانیان، سازنده این بنا بوده‌است، اما با اهدای اشیای منسوب به نرسس مقدس، تغییر نام یافت. این بنا مربوط به سده ۱۷ میلادی (یازدهم قمری) است و طبق کتیبه‌های موجود روی نگی در سمت راست محراب، در سال در سال ۱۶۶۱ میلادی ساخته شده‌است. ظاهر امروزی این کلیسا با آنچه در ابتدا بوده، بسیار متفاوت است، زیرا طی قرن‌ها بارها بازسازی و مرمت شده‌است.

## معماری کلیسا
پلان کلیسا مستطیل شکل در جهت شرقی-غربی است. بنا دو گنبد دارد که گنبد غربی قوسی شکل و فاقد نورگیر، اما گنبد مرکزی بزرگتر و دارای هشت نورگیر است. محراب کلیسا با دو اتاقک چهارگوش در دو طرف آن در قسمت شرقی بنا واقع شده است.
مصالح به کار رفته در ساختمان عبارت اند از خشت و آجر. دیوارهای داخلی با گچ پوشانده شده و فاقد نقاشی است.
این مجموعه دارای دو در ورودی است: ورودی اصلی، در ضلع شرقی و ورودی فرعی کوچک‌تر، در گوشه شمال غربی ساختمان. ورودی اصلی به حیاط اصلی راه می‌یابد و بلافاصله در سمت چپ تالار بزرگی، که برای گرد همایی‌های انجمن کلیسا مورد استفاده قرار می‌گرفت، وقع شده‌است. در سمت مقابل، در منتهی‌الیه حیاط یک ردیف اتاق وجود دارد، که به منزلهٔ اقامتگاه کشیش است و تا ضلع شمالی که اتاق‌هایی برای مصارف گوناگون خدماتی در آنجا است. امتداد دارد. این اتاق‌ها رو به حیاطی باز می‌شوند که همجوار حیاط اصلی است، اما توسط ساختمان اصلی کلیسا به گونه‌ای مجزا، تبدیل به فرعی شده‌است.
کلیسای نرسس مقدس، فضایی مربع شکل را در ضلع شمال شرقی مجموعه اشغال کرده‌است و از بیرون به شکل بنایی عظیم، زیبا و منظم به نظر می‌رسد. این بنا به‌طور کامل از کاهگل پوشیده شده‌است و ورودی‌هایش (دو ورودی در ضلع جنوبی و یکی در ضلع غربی) قاب سفید رنگ گچی دارند. فضای داخلی دارای چیدمانی ساده و سنتی است: در جهت شرقی-غربی تالاری مستطیلی وجود دارد که ادامهٔ آن، تالاری گنبد دار و مربعی با طاق ضربی است که بر نیم ستونهای عظیمی استوار است، و سرانجام محرابی با پلانی بسیار فشرده و پنج ضلعی دارد.
بی پیرایگی دیوارهای داخلی و فقدان تزیینات (فضای داخلی بسیار ساده رنگ شده‌است) کلیسای سورپ نرسس را در مقایسه با کلیساهای نو جلفا به فضایی منحصراً ساده و موقر تبدیل کرده‌است.
برج ناقوس در قسمت جنوب غربی ساختمان و بر روی سقف آن قرار گرفته و در سال ۱۸۸۹ میلادی بنا شده. دیوارهای خارجی کلیسا با نمای آجری دارای قاببندی‌هایی زیباست و در آن از پنجره‌هایی به سبک ایرانی استفاده شده. ورودیهای جنوبی آن نیز دارای قاب سنگی با حجاریی زیباست که در آن‌ها از نقش صلیب هم استفاده شده.

## عکس
- عکس از حیاط کلیسا
- عکس از فضای داخلی کلیسا